# 布倫特里
布倫特里（英語：Braintree），是英格蘭埃塞克斯郡的一個城鎮，也是布倫特里區的行政中心。該鎮位於切爾姆斯福德東北10英里（16），科爾切斯特以西15英里（24）。據2011年英國人口普查，該鎮有人口53,477人。美國麻薩諸塞州城市布雷恩垂的地名源於此地。